# Ácido acrílico

## Conceito e identificação
É um ácido monocarboxílico, insaturado, de cadeia normal, que apresenta fórmula estrutural:
CH2 = CH - COOH
- Fórmula molecular: C3H4O2
- Massa molecular: 72 u

## Nomenclatura
- Oficial: Ácido propenoico
- Usual: Ácido acrílico

## Obtenção
Decomposição do poliacrilato de sódio obtendo sóda cáustica (NaOH) e ácido acrílico.
A produção industrial de ácido acrílico envolve a oxidação parcial catalítica do propileno. Como o propano é uma matéria-prima significativamente mais barata comparada ao propileno, a oxidação seletiva de um passo do propano ao ácido acrílico está sob intensa pesquisa.

## Aplicações e usos
Tintas e revestimentos